# Йоаникий II Силиврийски
Йоаникий (на гръцки: Ιωαννίκιος, Йоаникиос) е гръцки духовник, митрополит на Вселенската патриаршия.

## Биография
Йоакий служи като архидякон в Халкидонската митрополия. През октомври 1837 година Йоаникий е избран за гревенски митрополит на мястото на починалия Герасим. На 12 октомври 1849 година е избран за силиврийски митрополит и остава на поста до 23 юни 1853 година, когато подава оставка. Според Маркос Марку подава оставка на 23 май 1853 година.
Оттегля се на Света гора. Към 1868 година е жив. Умира около 1870 година.